# لمفوما تائية الخلايا جلدية موجبة عنقود التمايز 30
اللمفوما الجلدية التائية الخلايا الموجبة السي دي 30 وتعرف أيضا باللمفوما الجلدية الأولية ضخمة الخلايا فاقدة التمايز هي حالة جلدية تتميز بآفات جلدية منفردة أو متموضعة والتي تمتلك ميلا ونزعة للتقيح.:738